# Rhys Day
Rhys Day (* 31. August 1982 in Bridgend) ist ein ehemaliger walisischer Fußballspieler. Der U-21-Nationalspieler bestritt in seiner Karriere 129 Partien (12 Tore) in den Spielklassen der Football League, den Großteil davon für Mansfield Town (103/12). 29-jährig beendete er aufgrund einer langwierigen Knieverletzung seine Profikarriere. Sein älterer Bruder Ryan Day ist professioneller Snookerspieler.

## Karriere
Day unterschrieb 1999 einen Profivertrag bei Manchester City, blieb dort aber bis zu seinem Abgang 2003 ohne Pflichtspieleinsatz. In der Saison 2001/02 wurde der 12-malige walisische U-21-Nationalspieler für einige Monate an den FC Blackpool verliehen, von November 2002 bis Januar 2003 stand er auf Leihbasis im Aufgebot des Drittligisten Mansfield Town, die ihn noch in der Winterpause fest verpflichteten. Am Saisonende stieg er mit Mansfield in die vierte Spielklasse ab, den direkten Wiederaufstieg verpasste man durch eine 1:4-Play-off-Niederlage im Elfmeterschießen gegen Huddersfield Town. Im Mai 2003 gehörte er anlässlich eines Freundschaftsspiels zum Aufgebot der walisischen A-Nationalmannschaft unter Trainer Mark Hughes, zu einem Länderspieleinsatz kam er in seiner Karriere aber nicht. Day wurde in der Saison 2003/04 von den Anhängern des Klubs zum „Spieler der Saison“ gewählt. In den beiden folgenden Spielzeiten warfen ihn Verletzungen immer wieder zurück und sein Vertrag wurde 2006 nicht mehr verlängert.
Er fand mit dem Fünftligisten Aldershot Town einen neuen Arbeitgeber und wurde von Trainer Gary Waddock vor der Saison 2007/08 zum neuen Kapitän bestimmt. Seine erste Saison als Kapitän der „Shots“ endete mit dem Meistertitel und dem damit verbundenen Aufstieg in die Football League Two. Ende April 2009 wurde bekannt gegeben, dass sein Vertrag nicht mehr verlängert wird. Ende Juli 2009 unterschrieb er daraufhin einen Zwei-Jahres-Vertrag bei Oxford United. Nach einer Saison bei Oxford mit unregelmäßigen Einsätzen wurde er im Herbst 2010 für einige Monate zu Mansfield Town ausgeliehen, wo er bereits einige Jahre zuvor gespielt hatte. Obwohl er dort nur selten eingesetzt wurde, kehrte er nach Ablauf seines Vertrages bei Oxford Anfang 2011 dorthin zurück und beendete seine Profikarriere 2012 wegen anhaltender Knieprobleme. Am 12. Mai wurde ihm ein Abschiedsspiel bei Mansfield Town zuteil. Zwischen 2013 und 2015 absolvierte er noch einige Spiele beim FC Hyde, ehe er seine Karriere endgültig beendete.